# Velichko Cholakov
Velichko Cholakov (bulgare : Величко Чолаков), né le 12 janvier 1982 à Smolyan et mort le 20 août 2017 dans la même ville, est un haltérophile bulgare et azerbaïdjanais.

## Carrière
Il est médaillé d'argent dans la catégorie des plus de 105 kg aux Championnats du monde d'haltérophilie 2003, médaillé de bronze aux Jeux olympiques d'été de 2004, et remporte l'or aux Championnats d'Europe d'haltérophilie 2004. Il remporte la médaille d'argent aux Championnats d'Europe d'haltérophilie 2006.
Il est contrôlé positif lors d'un test antidopage hors compétition, comme dix autres haltérophiles bulgares, ce qui conduit au retrait de toute l'équipe bulgare d'haltérophilie des Jeux olympiques d'été de 2008.
Après quatre ans de suspension, il obtient la nationalité azerbaïdjanaise et doit participer aux Jeux olympiques d'été de 2012, mais il abandonne avant le début de la compétition pour des raisons de santé.